# Peltandra
Peltandra es un género con dos especies de plantas con flores perteneciente a la familia Araceae. Es originario de Norteamérica donde se distribuye por el este de Canadá y Estados Unidos.

## Taxonomía
El género fue descrito por Constantine Samuel Rafinesque y publicado en Journal de Physique, de Chimie, d'Histoire Naturelle et des Arts 89: 103. 1819. La especie tipo es: Peltandra undulata Raf. 

## Especies
- Peltandra angustifolia
- Peltandra virginica